# Ponder (Texas)
Ponder es un pueblo ubicado en el condado de Denton en el estado estadounidense de Texas. En el Censo de 2010 tenía una población de 1395 habitantes y una densidad poblacional de 168,47 personas por km².

## Geografía
Ponder se encuentra ubicado en las coordenadas 33°10′18″N 97°17′47″O / 33.17167, -97.29639. Según la Oficina del Censo de los Estados Unidos, Ponder tiene una superficie total de 8.28 km², de la cual 8.27 km² corresponden a tierra firme y (0.09%) 0.01 km² es agua.

## Demografía
Según el censo de 2010, había 1395 personas residiendo en Ponder. La densidad de población era de 168,47 hab./km². De los 1395 habitantes, Ponder estaba compuesto por el 91.4% blancos, el 3.08% eran afroamericanos, el 0.43% eran amerindios, el 0.36% eran asiáticos, el 0% eran isleños del Pacífico, el 2.44% eran de otras razas y el 2.29% pertenecían a dos o más razas. Del total de la población el 12.54% eran hispanos o latinos de cualquier raza.